# Haidar Abdul-Razzaq
Haidar Abdul-Razzaq Hassan (Bagdá, 23 de outubro de 1982 – Bagdá, 5 de junho de 2022) foi um futebolista iraquiano que atuava como zagueiro.

## Carreira
Haidar Abdul-Razzaq integrou o elenco da Seleção Iraquiana de Futebol, nas Olimpíadas de 2004. 

## Morte
Haidar morreu no dia 5 de junho de 2022, aos 39 anos de idade, após ter sido brutalmente agredido várias vezes por desconhecidos, em Bagdá.